# Dimitar Kinow Stojanow

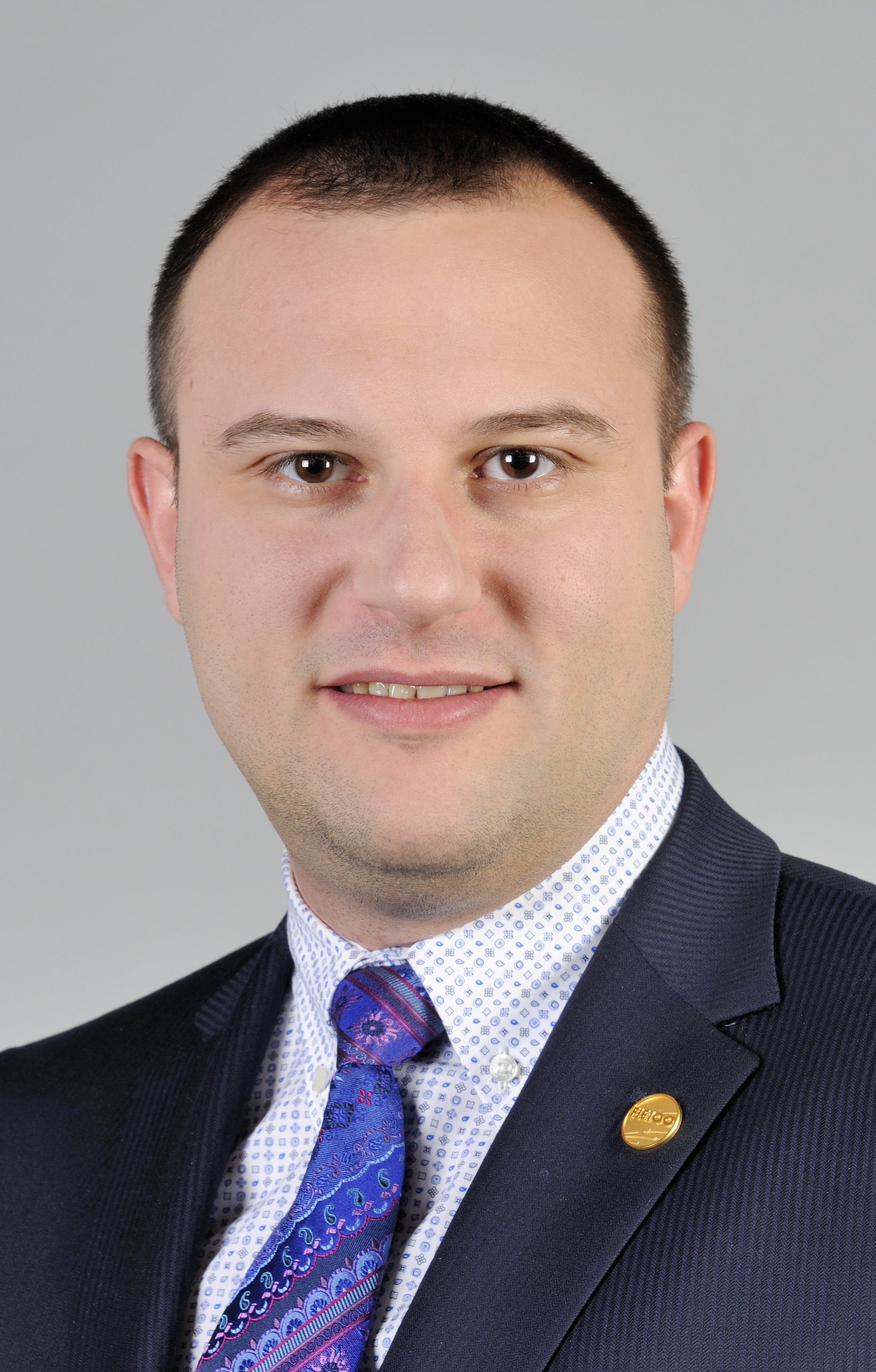
Dimitar Stojanow

Dimitar Kinow Stojanow (bulgarisch Димитър Кинов Стоянов; * 17. Mai 1983 in Sofia, Bulgarien) ist ein bulgarischer Politiker und Mitglied des Europäischen Parlaments für die nationalistische Partei Ataka, deren Mitglied er bis 2011 war. Im Zuge der Aufnahme Bulgariens in die Europäische Union gehört er seit dem 1. Januar 2007 dem Europäischen Parlament an und war dort Mitglied des Vorstandes der Fraktion Identität, Tradition, Souveränität.
Stojanow war seit dem 17. April 2005 Stellvertretender Vorsitzender der Partei Ataka. Er gehört als Abgeordneter der 40. Nationalversammlung der Republik Bulgarien an und ist dort seit dem 11. Juli 2005 parlamentarischer Sekretär. Von September 2005 bis zum 31. Dezember 2006 gehörte Stojanow der bulgarischen EU-Parlaments-Beobachterdelegation an. In dieser Funktion geriet er nach rassistischen und sexistischen Äußerungen über die Europaabgeordnete Lívia Járóka in die Kritik.
Seit August 2005 ist Stojanow Mitglied des Vorstands des bulgarischen Fechtverbands.
2007 wurde Stojanow in das Europäische Parlament über die Parteiliste von Ataka gewählt und 2009 wiedergewählt.
Am 19. November 2011 wurde Stojanow aus der Partei Ataka auf einem Parteitag wegen Abwertung und Anschwärzung der Partei ausgestoßen, nachdem er den Rücktritt des Parteichefs Wolen Siderow forderte.

## Derzeitige Posten als MdEP
- Mitglied im Ausschuss für regionale Entwicklung
- Mitglied im Ausschuss für Landwirtschaft und ländliche Entwicklung
- Mitglied in der Delegation für die Beziehungen zu den Maschrik-Ländern
- Mitglied in der Delegation in der Parlamentarischen Versammlung Europa-Mittelmeer